# Hexisopus fumosus
Espèce
Hexisopus fumosus est une espèce de solifuges de la famille des Hexisopodidae.

## Distribution
Cette espèce est endémique de Namibie. Elle se rencontre vers Orupembe.

## Publication originale
- Lawrence, 1967  : Additions to the fauna of South West Africa: Solifuges, Scorpions and Pedipalpi. Scientific Papers of the Namib Desert Research Station, no 34, p. 1-19.